# Perth (Austrália Ocidental)
Perth é a capital e maior cidade do estado australiano da Austrália Ocidental.
Perth fica no estuário do rio Swan.

## História

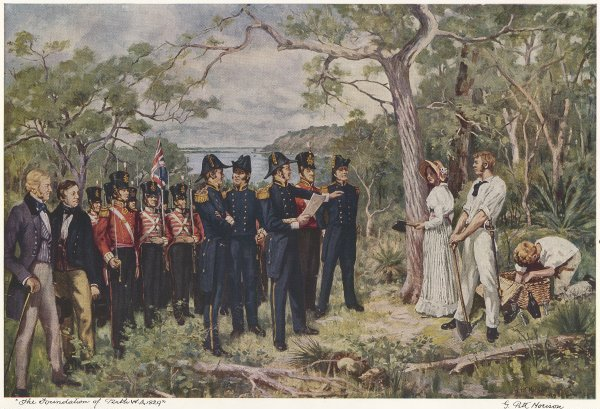
Criação da cidade

A julgar pelos restos arqueológicos encontrados, a presença humana na área onde hoje fica a cidade de Perth, data de há pelo menos 40 000 anos.

## Geografia

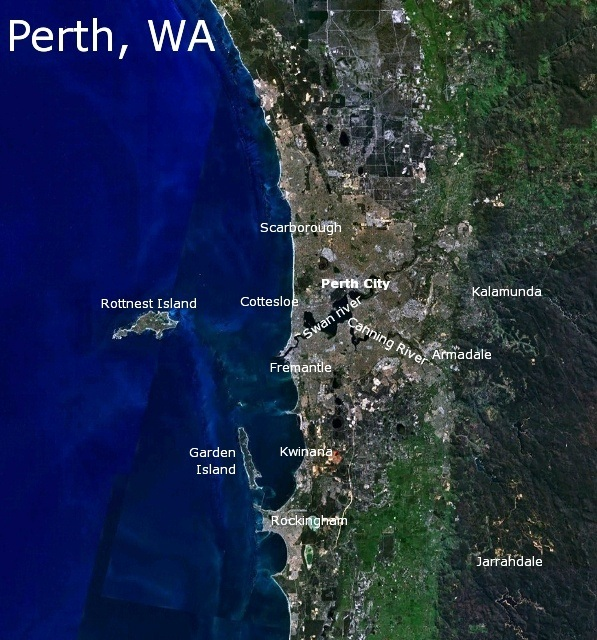
Imagem de satélite da cidade de Perth.

Perth está situada junto ao rio Swan, que recebe o seu nome a partir do cisne-negro. Este rio tem sido tradicionalmente conhecido pelos habitantes locais como Derbal Yerrigan. Em 1697, uma expedição holandesa capitaneada por Willem de Vlamingh atingiu o estuário do rio de água doce, o segundo em comando da expedição, Gerritt Collaert, batizado no rio por causa dos cisnes negros que habitavam.

### Clima
Na cidade de Perth os verões são geralmente quentes e secos, com duração de dezembro a março (como em todo Hemisfério Sul), geralmente sendo fevereiro o mês mais quente do ano, sendo Perth um exemplo de uma cidade com clima mediterrânico (Csa na classificação climática de Köppen-Geiger). Os invernos são relativamente frios e chuvosos.
A temperatura mais baixa registada em Perth foi -0,7 °C, em 17 de junho de 2006, sendo que nesse dia foram registrados -3,4 °C no Aeroporto Jandakot, área metropolitana de Perth. A máxima absoluta chegou a 46,2 °C em 23 de fevereiro de 1991, embora no Aeroporto de Perth a temperatura tenha chegado aos 46,7 °C. O dia mais chuvoso foi 9 de fevereiro de 1992, quando 120,6 mm de água caíram.
| Dados climatológicos para Perth | Dados climatológicos para Perth | Dados climatológicos para Perth | Dados climatológicos para Perth | Dados climatológicos para Perth | Dados climatológicos para Perth | Dados climatológicos para Perth | Dados climatológicos para Perth | Dados climatológicos para Perth | Dados climatológicos para Perth | Dados climatológicos para Perth | Dados climatológicos para Perth | Dados climatológicos para Perth | Dados climatológicos para Perth |
| Mês | Jan                             | Fev                             | Mar                             | Abr                             | Mai                             | Jun                             | Jul                             | Ago                             | Set                             | Out                             | Nov                             | Dez                             | Ano                             |
| --- | ------------------------------- | ------------------------------- | ------------------------------- | ------------------------------- | ------------------------------- | ------------------------------- | ------------------------------- | ------------------------------- | ------------------------------- | ------------------------------- | ------------------------------- | ------------------------------- | ------------------------------- |
| Temperatura máxima recorde (°C) | 45,8                            | 46,2                            | 42,4                            | 37,6                            | 34,3                            | 28,1                            | 26,3                            | 27,8                            | 32,7                            | 37,3                            | 40,3                            | 44,2                            | 46,2                            |
| Temperatura máxima média (°C) | 31,0                            | 31,4                            | 29,7                            | 25,8                            | 22,4                            | 19,3                            | 18,4                            | 18,9                            | 20,2                            | 23,2                            | 26,3                            | 29,0                            | 24,6                            |
| Temperatura média (°C) | 24,5                            | 24,9                            | 23,1                            | 19,7                            | 16,5                            | 14,0                            | 13,0                            | 13,5                            | 14,8                            | 17,3                            | 20,3                            | 22,7                            | 18,7                            |
| Temperatura mínima média (°C) | 18,0                            | 18,3                            | 16,6                            | 13,7                            | 10,6                            | 8,7                             | 7,7                             | 8,1                             | 9,5                             | 11,4                            | 14,2                            | 16,4                            | 12,8                            |
| Temperatura mínima recorde (°C) | 8,9                             | 8,7                             | 6,3                             | 4,1                             | 1,3                             | −0,7                            | 0,0                             | 1,3                             | 1,0                             | 2,2                             | 5,0                             | 7,9                             | −0,7                            |
| Chuva (mm) | 9,7                             | 12,7                            | 19,2                            | 44,1                            | 116,8                           | 175,4                           | 168,7                           | 133,1                           | 80,9                            | 52,0                            | 22,4                            | 13,3                            | 848,3                           |
| Dias com chuva | 2,4                             | 2,1                             | 4,1                             | 6,7                             | 11,1                            | 15,2                            | 16,9                            | 15,7                            | 15,3                            | 8,7                             | 6,3                             | 3,9                             | 108,4                           |
| Umidade relativa (%) | 39                              | 38                              | 39                              | 46                              | 50                              | 56                              | 57                              | 54                              | 53                              | 46                              | 44                              | 41                              | 47                              |
| Fonte: Australian Bureau of Meteorology Médias de temperatura de 1993 a 2012, temperaturas absolutas de 1897 a 2012 e médias mensais de chuva de 1876 a 2012. |                                 |                                 |                                 |                                 |                                 |                                 |                                 |                                 |                                 |                                 |                                 |                                 |                                 |

## Cidades-irmãs
Perth é uma cidade-irmã de: